# Alexander Konstantinowitsch Solowjow

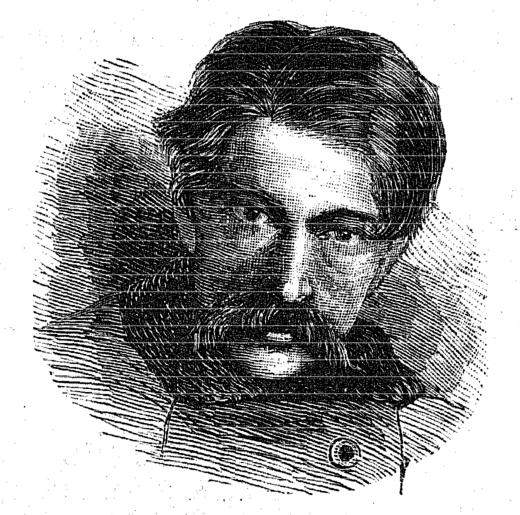
Alexander Solowjow

Alexander Konstantinowitsch Solowjow (russisch Александр Константинович Соловьёв, wiss. Transliteration Aleksandr Konstantinovič Solov'ëv; * 18.jul. / 30. August 1846greg. in Luga; † 28.jul. / 9. Juni 1879greg. in Sankt Petersburg) war ein russischer Revolutionär, der dem terroristischen Flügel der Narodniki angehörte.
Solowjow wurde Lehrer, dann Amtsschreiber, ging 1878 nach Petersburg, und trat hier der konspirativen Vereinigung Narodnaja Wolja bei.
Am 14. April 1879 unternahm er ein erfolgloses Attentat auf Zar Alexander II., indem er fünf Revolverschüsse auf ihn abfeuerte, ohne den im Zickzack flüchtenden Zaren zu verletzen. Der Einzeltäter wurde verhaftet und am 9. Juni 1879 hingerichtet.
Dieser Artikel basiert auf einem gemeinfreien Text aus Meyers Konversations-Lexikon, 4. Auflage von 1888 bis 1890.
| Personendaten    | Personendaten                                                                    |
| ---------------- | -------------------------------------------------------------------------------- |
| NAME             | Solowjow, Alexander Konstantinowitsch                                            |
| ALTERNATIVNAMEN  | Aleksandr Konstantinovič Solov'ëv; Соловьёв, Александр Константинович (russisch) |
| KURZBESCHREIBUNG | russischer Revolutionär                                                          |
| GEBURTSDATUM     | 30. August 1846                                                                  |
| GEBURTSORT       | Luga                                                                             |
| STERBEDATUM      | 9. Juni 1879                                                                     |
| STERBEORT        | Sankt Petersburg                                                                 |